# Garnisonschefen i Göteborg
Garnisonschefen i Göteborg, officiellt Kommendant i Göteborg, är en militär befattning i Sverige med ansvar för Göteborgs garnison.
Fram till 1807 var kommendanten i Göteborg underställd Överkommendanten, vars officiella titel var: Överkommendant över västra gränsfästningarna.

## Ämbetstecken
Garnisonschefen i Göteborg bär Stav m/1802, vilket även kommendanten i Stockholm samt garnisonschefen i Karlsborg bär.

## Lista över Kommendanter i Göteborg
- Peter Fredriksson, 3 september 2018–1 oktober 2021
- Överste Fredrik Herlitz, 1 oktober 2021–[1]